# Велика синагога (Городенка)
Велика синагога розташована в місті Городенка Івано-Франківської області, побудована на місці старої дерев'яної синагоги (1743), спаленої російськими військами під час Першої світової війни в 1915 році. Теперішня споруда синагоги збудована в 1920-ті роки.

## Історія
Євреї почали осідати в Городенці з XVI століття. Після надання місту Городенка маґдебурського права єврейська громада значно зросла. 1743 року Микола Потоцький надав євереям Городенки привілей в торгівлі та ремеслі, для громади було виділено місце під будівництво цвинтаря і синагоги. У XVIII столітті помітною постаттю, пов'язаною з Городенківською синагогою був учень Бал-Шем-Това Нахман (помер 1780 року). З 1898 до 1914 року в Городенці працювала загальноосвітня школа фундації барона Гірша.
Велика Городенківська синагога споруджена на місці старої дерев'яної синагоги, спаленої російськими військами 1915 року (залишилися лише стіни). В 1920-ті роки Велику Городенківську синагогу відбудували. В результаті перебудов синагога набула еклкетичного вистрою з класицистичними та модерновими елементами.
Після завершення Другої світової війни осквернена синагога була покинутою, а єврейська громада не відновилася. Спершу тут розташовувалася автоколона, а сьогодні колишня синагога використовується як тренажерний зал.
1994 року архітектори Я. Микитин та Р. Михайлишин провели натурні обстеження та архітектурно-археологічні обміри Городенківської синагоги.

## Галерея

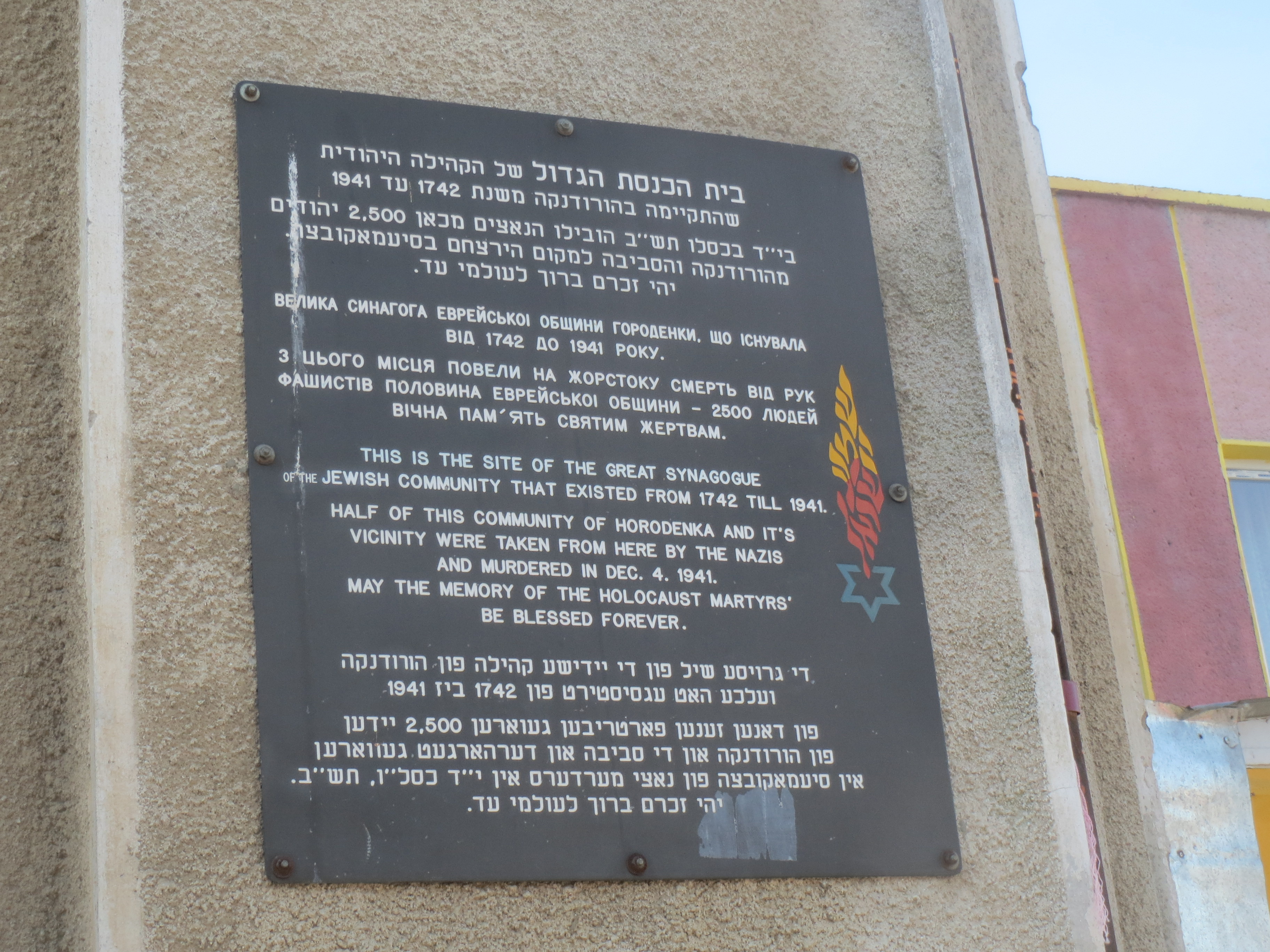
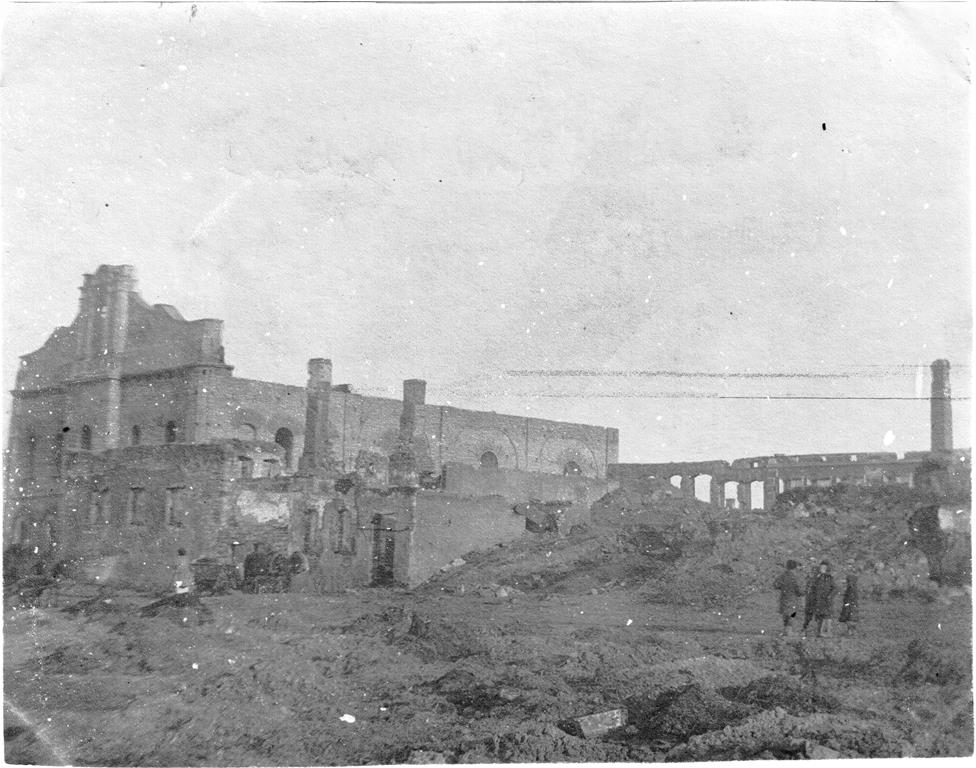
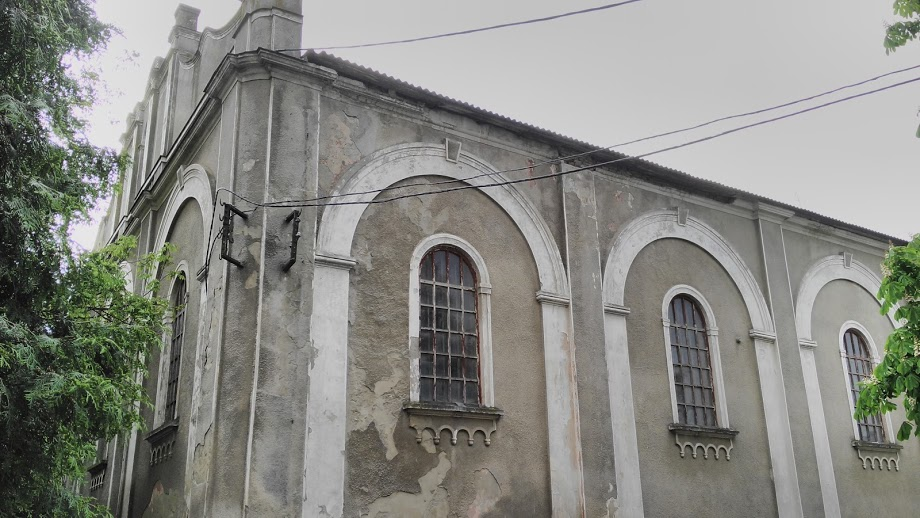